# کرستی یووا
کرستی یووا (انگلیسی: Kersti Juva؛ زادهٔ ۱۹۴۸ (۷۶–۷۷ سال)) استاد، مترجم اهل فنلاند است. وی از سال ۱۹۷۲ میلادی تاکنون مشغول فعالیت بوده‌است و بیشتر به خاطر ترجمه ارباب حلقه‌ها از جی. آر. آر. تالکین به زبان فنلاندی شناخته می‌شود که برای وی جایزه ملی برای ادبیات در سال ۱۹۷۶ به ارمغان آورد. ترجمه‌های وی از آثار ویلیام شکسپیر به خاطر حفظ پنج‌وتدی یامبیک مشهور هستند.